# Takoba
Takoba (també takuba o takouba) és una espasa amplament utilitzada al Sahel pels grups ètnics com els Tuareg, els Hausses i els Fulbe. Normalment mesura un metre de longitud. Les fulles són rectes i amb doble fil, amb la punta molt aguda; poden incloure tres o més solcs fets a mà i arrodonits.
Com que els tuareg tenen aversió a tocar el ferro, la guarnició de la takoba, com moltes eines de ferro, està completament coberta. Típicament, la protecció simple, però profunda, és de xapa de ferro o de fusta xapada de ferro, coberta de cuir treballat, i de tant en tant revestida de llautó o plata; l'empunyadura també està coberta sovint de cuir, però el pom sempre és de metall, llautó o coure la majoria, de vegades ferro o plata. Alternativament, l'empunyadura sencera pot estar revestida de llautó o plata. La vaina està feta de cuir elaborat. S'han observat variacions geogràfiques en forma d'empunyadura, però no s'ha establert una tipologia rigorosa. Les variacions en la qualitat de la fulla i els accessoris en takobas probablement reflecteixen la riquesa dels seus propietaris.
Hi ha molt debat sobre si la takoba va ser utilitzada només pel imúšaɣ (la classe guerrera) o si podia ser portada per vassalls.
Com molta artesania dels Tuareg, la takoba era manufacturada per la casta dels ìnhædʻæn (singular énhædʻ), diferents dels imúšaɣ i posseidors de una llengua secreta própia, el Ténet.